# Бабин Микола Андрійович
Мико́ла Андрійович Ба́бин (5 серпня 1886, Гадинківці, нині Гусятинський район, Тернопільська область, Україна — 1942) — український історик, географ, педагог. Доктор філософії. Гімназійний професор. Член НТШ. Член делегації УНР на мирних переговорах у Бресті (1918).

## Життєпис
Народився 5 серпня 1886 року в селі Гадинківцях, нині Гусятинського району Тернопільської області України.
Під час Першої світової війни — сотник австрійської армії. Член делегації УЦР на мирних переговорах у Бересті-Литовському в лютому 1918. Працював учителем історії та географії в гімназіях Рогатина і Львова.
У 1942 р. німецьке гестапо розстріляло Миколу Бабина за підозрою у зв'язках з ОУН.